# Ludwik Georgeon
Ludwik Georgeon (ur. 16 lipca 1832 w Krakowie, zm. 3 sierpnia 1879 w Kaltenleutgeben pod Wiedniem) - aktor, pedagog, powstaniec 1863/4. 
Ukończył gimnazjum w Tarnowie, został praktykantem aptekarskim. W 1850 zatrudnił się w teatrze krakowskim, gdzie przez trzy lata grał niewielkie role. W 1853 występował wraz z zespołem teatru w Tarnowie. Potem ustąpił ze sceny i został nauczycielem prywatnym (uczył języka i literatury francuskiej). W czasie powstania styczniowego początkowo brał udział w walkach, później przebywał we Lwowie, gdzie uczestniczył w pracach konspiracyjnych, od grudnia 1863 do marca 1864 był sekretarzem lwowskiego zarządu okręgowego Rządu Narodowego. Po upadku powstania, wraz z żoną Marianną z Mohrów prowadził pensję dla chłopców w Krakowie przy ulicy Floriańskiej. Józef Konrad Korzeniowski (Joseph Conrad) w niej spędził część swojego czasu mieszkając w Krakowie po śmierci swojego ojca Apolla Korzeniowskiego. Pensja została później przeniesiona na ulicę Franciszkańską 43. Zmarł nagle podczas pobytu w Austrii. Pochowany na cmentarzu Rakowickim (kw. 6, gr. rodz. Georgeonów i Schopfów). 
Jego matka napisała książkę Bronisława sierota: powieść ludowa ułożona przez Ludwikę z Dzikowskich Georgeon.